# Элис, милая Элис
«Элис, милая Элис» (англ. Alice, Sweet Alice) — фильм ужасов 1976 года, относится к поджанру слэшеров. Первая роль в «большом» кино Брук Шилдс. Фильм выходил трижды под разными названиями: «Причастие» (англ. Communion) в 1976; «Элис, милая Элис» в 1978; «Свято ужасс» (англ. Holy Terror) в 1981. В известном рейтинге «100 самых страшных эпизодов в истории кино» американской кабельной телесети «Bravo» один из эпизодов фильма занимает 89-е место.

## Сюжет
Место действия фильма — религиозная католическая община в городе Патерсон (штат Нью-Джерси), 1961 год. Кэтрин Спейджес (Линда Миллер) — молодая разведённая женщина с двумя дочерьми, 12-летней Элис (Паула Шеппард) и 9-летней Карен (Брук Шилдс), которые ходят в женскую школу Святого Михаила. Карен готовится получить первое причастие. Симпатичный молодой священник Отец Том (Рудольф Уиллрич) дарит ей старинное распятие, которое досталось ему от его матери. Элис с обидой и завистью смотрит на счастливую младшую сестру и от ревности надевает жуткую усмехающуюся маску, которой пугает миссис Тредони (Милдред Клинтон) — изворотливую итальянскую иммигрантку, которая является домовладельцей Отца Тома. Чтобы поквитаться с Карен, Элис жестоко подшучивает над ней, крадёт её фарфоровую куклу (подарок Отца), заманивает сестру в заброшенный дом и пугает её с помощью той же самой маски.
В утро причастия Элис пропадает. Мистер Альфонсо (Альфонсо ДеНоубл), жирный землевладелец, видел, как девочка уходила из дома. Во время мессы Кэтрин ищет глазами свою старшую дочь, но не может найти. Сестра Кэтрин, Энни, успокаивает её и уверяет, что девочка найдётся, и посылает свою дочь, Анжелу, на поиски Элис. В это время в одном из задних помещений церкви дети, одетые женихами и невестами, выстроились в ряд и ждут своего торжественного выхода, чтобы принять хостию. Карен, со свечой в руках, стоит самой последней и вдруг слышит чей-то шёпот за большой колонной. Дети дружно маршируют в главный зал, и только Карен замешкалась, потому что кто-то в маске и жёлтом плаще (таком же, какой носят все дети в католической школе) выхватывает у Карен свечу и сильно давит ею ей на горло. Карен падает замертво, неизвестный срывает с неё золотое распятие, прячет тело в сундук и поджигает его. В это время в церкви дети проходя причастие. Элис выходит из комнаты, через её руку переброшен жёлтый плащ. Вместо Карен она опускается на колени перед алтарём, и в тот момент, когда она получает хлеб, одна из монахинь обнаруживает тлеющее тело Карен. Служба прерывается, начинается хаос. Дочь Энни, Анжела, всё ещё не вернулась. Кэтрин обнаруживает, что под фатой Карен находится Элис, которая говорит, что нашла фату на полу, когда проходила через заднюю комнату.
Бывший муж Кэтрин, Доминик «Дом» Спейджес (Найлс МакМастер), приезжает в город на похороны дочери и для того, чтобы найти убийцу. Тётя Энни решает остаться с Кэтрин, чтобы утешать её, к большому неудовольствию Элис. Дом отправляется в полицию и говорит с двумя детективами, которые хотят задать несколько вопросов Элис. Дом приходит в ярость, когда узнаёт что Элис — главная подозреваемая, и запрещает полицейским разговаривать со своей дочерью. После ухода Дома, детективы просматривают школьный журнал и находят в нём записи о поведении Элис. Похоже, она действительно «с приветом». Элис у себя дома случайно пролила на пол молоко и затеяла спор с тётей Энни. Мать отправляет её к мистеру Альфонсо передать деньги за жильё. Когда Элис в жёлтом плаще заходит к нему в комнату и начинает его дразнить его, он говорит ей, что знает, что она хранит в подвале, и что Карен за этим вернётся. Элис бросает чек, а мистер Альфонсо старается приласкать её. В ответ Элис хватает одну из кошек и начинает её душить. Вырвавшись, Элис бежит в подвал, где она прячет куклу Карен в чемодане, в котором лежит та самая ухмыляющаяся маска и разные мерзкие вещи, вроде банки с живыми тараканами.
В это время тётя Энни собирается уходить. На лестнице таинственная фигура в плаще и маске нападает на неё с ножом и ранит её в ногу, колено и бедро. Мистер Альфонсо слышит крики Энни, выбегает на лестничную площадку и поэтому нападавший убегает в подвал. Кэтрин спешит на помощь сестре. Приехавший на помощь Дом находит в подвале бьющуюся в истерике Элис, спрятавшуюся за своим чемоданом, которая говорит, что видела как Карен в жёлтом плаще вошла в подвал с чёрного входа и поднялась наверх. Энни, в больнице, в истерике и обвиняет Элис в нападении. Дом уверен, что Энни делает это только затем, чтобы отвести подозрения от своей дочери, Анжелы, которая также могла быть замешана в преступлении. После этого Элис всё же забирают в участок и проверяют на «детекторе лжи». Результат очень странный: Элис твёрдо «уверена» что не нападала на свою тётю и что, более того, видела Карен, вернувшуюся «с того света». Ей ставят диагноз: шизофрения с неконтролируемыми вспышками агрессии, и помещают в психиатрическую лечебницу.
Дом и Кэтрин в конечном итоге приходят к выводу, что Элис реально видела кого-то, кого приняла за Карен. Дому кто-то звонит. Голос в трубке говорит, что это Анжела и что она признаётся в убийстве Карен и хочет вернуть ему её распятье. Дом соглашается на встречу в заброшенном здании, надеясь наконец разоблачить убийцу. Но оказавшись в старом доме, «детектив» получил от неизвестного в плаще удар ножом в плечо и кирпичом по голове, после чего потерял сознание. Он связан и катится к окну шестого этажа. Дом приходит в себя и видит, как убийца снимает маску и под ней обнаруживается миссис Тредони, действующая по принципу «Дети всегда платят за грехи их родителей». Оказалось, что когда-то у неё трагически погибла дочь (причём в день её первого причастия) и её смерть она считает расплатой за свои грехи. Дом и Кэтрин, по её мнению, самые настоящие грешники, потому что до вступления в брак они сильно прелюбодействовали (Кэтрин вышла за Дома по расчёту, уже будучи беременной Элис), а теперь развелись. Плюс, миссис Тредони до безумия одержима отцом Томом и считает, что Спейджесы дурно на него влияют, а на Энни она напала специально, чтобы подставить Элис. Дом начинает кричать и тогда миссис Тредони наносит ему несколько ударов. Дом срывает зубами распятие Карен, свисающее с её шеи и глотает его. Читая молитву Святому Михаилу, миссис Тредони разбивает Дому в кровь губы и сталкивает его с лестницы.
Поскольку во время вскрытия Дома находится распятие Карен, то Элис перестаёт быть главной подозреваемой и Кэтрин забирает дочь из лечебницы. Миссис Тредони нацеливается на Кэтрин и следует за ней и Элис, когда те идут в церковь на утреннюю мессу. К этому моменту полиция уже выходит на её след, но Том просит их не задерживать её в церкви и обещает, что сам отведёт её к ним. В церкви миссис Тредони встаёт у алтаря рядом с Элис и Кэтрин, чтобы причаститься. Когда до неё доходит очередь, Том просит её пройти с ним. Миссис Тредони настаивает на причастии, но когда Том отказывается, она указывает на Кэтрин и орёт на всю церковь: «Но вы позволили причаститься этой шлюхе!!!» Поняв, что он отказывается, миссис Тредони выхватывает нож и бьёт им Тома в шею. Пока прихожане и монахини в панике бьются в истерике, а рыдающая миссис Тредони нежно обнимает умирающего Тома, из толпы по центральному проходу к выходу идёт Элис, держа в руках сумку миссис Тредони, в которую кладёт окровавленный нож.

## В ролях
- Линда Миллер — Кэтрин Спейджес
- Милдред Клинтон — миссис Тредони
- Паула Шеппард — Элис Спейджес
- Найлс МакМастер — Доминик «Дом» Спейджес
- Джейн Лоури — тётя Энни ДеЛоренце
- Рудольф Уиллрич — отец Том
- Майкл Хардстарк — детектив Спайн
- Альфонсо Денобль — мистер Альфонсо
- Гари Аллен — Джим ДеЛоренце
- Брук Шилдс — Карен Спейджес
- Луиза Хортон — доктор Уитман
- Том Сигнорелли — детектив Бреннан
- Лилиан Рот — психиатр
- Патрик Горман — отец Пэт
- Кэти Рич — Анжела ДеЛоренце
- Тед Тинлинг — детектив Крэнстон
- Мэри Бойлан — мать-настоятельница
- Питер Боше — монсеньор
- Джозес Росси — отец Джо
- Марко Куаззо — Роберт ДеЛоренце
- Дик Боккелли — служащий отеля
- Рональд Уиллугбай — организатор похорон
- Салли Энн Годен — женщина-полицейский
- Люси Хейл — солистка церковного хора
- Либби Фенелли — монахиня

## Производство
Альфред Соул и Розмари Ритво начали работать над сценарием в 1974 году. Толчком стало их впечатление от фильма 1973 года «А теперь не смотри» Николаса Роуга (оттуда же они использовали идею, чтобы убийца носил дождевик). Драматическую атмосферу в семье Спейджесов Соул взял из своего собственного итало-католического воспитания. Персонаж миссис Тредони был основан на женщине, которая жила в католическом приходе по соседству с домом его бабушки. Место действия, Патерсон в Нью-Джерси, было его родным городом. 
Большинство исполнителей главных ролей были из Нью-Йорка. Брук Шилдс была первой, кого утвердили в фильм. Пауле Шеппард, игравшую 12-летнюю Элис, на момент съёмок было 19 лет и она была студенткой, танцующей в сценических постановках местного университета в Нью-Джерси. Роль миссис Тредони Соул изначально предложил Джеральдин Пейдж, но та была занята игрой на Бродвее и предложила ему взять на эту роль её коллегу Милдред Клинтон.  
Съёмки прошли летом 1975 года. Бюджет был очень скромным — всего в районе 400 тысяч долларов, причём часть бюджета была из личных накоплений Соула. Ради экономии ему пришлось заручиться поддержкой соседей и даже собственной семьи — его мать готовила пищу для съёмочной группы. Хотя общее количество съёмочных дней, по оценке Соула, составило всего 20, фильм снимался большими урывками с перерывами, длящимися иногда от двух до четырёх недель, во время которых решались бюджетные вопросы. Из-за таких задержек часть реквизита для фильма пришлось изготавливать или доставать самим. Так, в процессе съёмок был задействован всего один «складывающийся» нож, специально сконструированный соседом Соула, инженером по профессии. По этой причине авторам фильма тяжело далась съёмка сцены, где убийца в заброшенном доме нападает на Дома на лестнице: по сюжету в следующем кадре обронённый убийцей нож падает вниз и на переднем плане втыкается под прямым углом в перила лестницы, в то время как на втором плане Дом падает на лестничную площадку. Поскольку нож был один, то в перерывах между дублями кому-нибудь из съёмочной группы приходилось относить нож на верхнюю площадку. Актёру Найлсу МакМастеру пришлось в итоге больше 20-ти раз падать с лестницы, прежде чем получился дубль, устроивший авторов. 
Фильм был снят целиком в Патерсоне. Будучи по профессии архитектором-реставратором Соул старался выбирать такие места для съёмок, чтобы изобразить фильм в современной готической эстетике. Сцену убийства Дома снимали в заброшенном здании машиностроительного завода «Роджерс-Локомотив».

## Награды и номинации
Фильм дважды был номинирован на кинопремию «Сатурн» в 1979 (лучший сценарий) и в 1982 (лучший малобюджетный фильм) годах.

## Ремейк
Было объявлено, что двоюродный брат режиссёра фильма, Данте Томасели, работает над ремейком картины. Выход новой версии фильма был намечен на 2009 год, а действие должно было разворачиваться в 1970-х (Томасели очень хотел передать ретро-стиль оригинала вплоть до того, что собирался использовать музыкальные композиции оригинала), но в итоге производство было отложено на неопределённое время из-за отсутствия финансирования.